# Football League Cup 1980-1981
La Football League Cup 1980-1981 è stata la 21ª edizione del terzo torneo calcistico più importante del calcio inglese, la 15ª in finale unica. La manifestazione, ebbe inizio l'8 agosto 1980 e si concluse il 1 aprile 1981 al Villa Park di Birmingham, dove venne disputato il replay della finale, che fece seguito al primo match giocato a Wembley.
Il trofeo fu vinto dal Liverpool, che nella seconda e decisiva sfida di finale, si impose con il punteggio di 2-1 sul West Ham United, club di Second Division.

## Formula
La Football League Cup era riservata alle 92 squadre della Football League. Il torneo era composto da scontri ad eliminazione diretta, che prevedevano nel primo e nel secondo turno, due match: regola dei gol in trasferta in caso di parità, ma solo dopo i tempi supplementari ed a seguire eventuali calci di rigore. Analogamente anche le semifinali, si disputavano con il doppio confronto di andata e di ritorno, ma a differenza di quanto accadeva nei primi due round, una parità di gol nell'aggregato anche dopo i supplementari, dava luogo all'effettuazione della partita di ripetizione (quindi niente regola dei gol fuori casa). Mentre dal terzo al quinto turno ed in finale si giocava una singola gara: se l'esito risultava un pareggio si procedeva ad una ripetizione a campi invertiti fino a quando non c'era una vincitrice (in finale invece si rigiocava sempre in campo neutro). Nell'eventualità di un pari anche nel replay si disputavano i tempi supplementari.
|                              | Squadre che entrano in questo turno                                                                    | Squadre qualificate dal turno precedente    |
| ---------------------------- | --- | ------------------------------------------- |
| Primo turno (56 squadre)     | - 24 squadre dalla Fourth Division - 24 squadre dalla Third Division - 8 squadre dalla Second Division |                                             |
| Secondo turno (64 squadre)   | - 22 squadre dalla First Division - 14 squadre dalla Second Division                                   | - 28 squadre vincitrici del primo turno     |
| Terzo turno (32 squadre)     | | - 32 squadre vincitrici del secondo turno   |
| Quarto turno (16 squadre)    | | - 16 squadre vincitrici del terzo turno     |
| Quarti di finale (8 squadre) | | - 8 squadre vincitrici del quarto turno     |
| Semifinali (4 squadre)       | | - 4 squadre vincitrici dei quarti di finale |
| Finale (2 squadre)           | | - 2 squadre vincitrici delle semifinali     |

## Primo turno
| Squadra 1        | Totale          | Squadra 2         | Andata        | Ritorno        |
| ---------------- | --------------- | ----------------- | ------------- | -------------- |
|                  |                 |                   | 8 agosto 1980 | 12 agosto 1980 |
| Lincoln City     | 7 - 0           | Hull City         | 5 - 0         | 2 - 0          |
|                  |                 |                   | 9 agosto 1980 | 11 agosto 1980 |
| Chester City     | 1 - 2           | Stockport County  | 1 - 1         | 0 - 1          |
|                  |                 |                   | 9 agosto 1980 | 12 agosto 1980 |
| Aldershot        | 3 - 4           | Wimbledon FC      | 2 - 0         | 1 - 4          |
| Blackburn        | 1 - 1 (gfc)     | Huddersfield Town | 0 - 0         | 1 - 1 (d.t.s.) |
| Bournemouth      | 0 - 2           | Swindon Town      | 0 - 0         | 0 - 2 (d.t.s.) |
| Brentford        | 3 - 6           | Charlton          | 3 - 1         | 0 - 5          |
| Bury             | 3 - 2           | Halifax Town      | 2 - 2         | 1 - 0          |
| Carlisle Utd     | 3 - 1           | Rochdale          | 2 - 0         | 1 - 1          |
| Chesterfield     | 3 - 1           | Darlington        | 1 - 0         | 2 - 1          |
| Colchester Utd   | 1 - 4           | Gillingham        | 0 - 2         | 1 - 2          |
| Doncaster        | 2 - 3           | Mansfield Town    | 1 - 1         | 1 - 2 (d.t.s.) |
| Exeter City      | 2 - 2 (6-7 dcr) | Bristol Rovers    | 1 - 1         | 1 - 1 (d.t.s.) |
| Grimsby Town     | 1 - 3           | Notts County      | 1 - 0         | 0 - 3          |
| Hereford Utd     | 1 - 5           | Newport County    | 1 - 0         | 0 - 5          |
| Peterborough Utd | 4 - 3           | Fulham            | 3 - 2         | 1 - 1 (d.t.s.) |
| Plymouth         | 1 - 3           | Portsmouth        | 0 - 1         | 1 - 2          |
| Port Vale        | 3 - 3 (gfc)     | Tranmere          | 2 - 3         | 1 - 0 (d.t.s.) |
| Scunthorpe Utd   | 1 - 3           | Barnsley          | 0 - 1         | 1 - 2          |
| Sheffield Weds   | 3 - 1           | Sheffield Utd     | 2 - 0         | 1 - 1          |
| Watford          | 4 - 1           | Millwall          | 2 - 0         | 2 - 1          |
| Wrexham          | 2 - 5           | Burnley           | 1 - 3         | 1 - 2          |
| York City        | 2 - 1           | Hartlepool Utd    | 2 - 1         | 0 - 0          |
|                  |                 |                   | 9 agosto 1980 | 13 agosto 1980 |
| Northampton Town | 3 - 4           | Reading           | 0 - 2         | 3 - 2          |
| Rotherham Utd    | 4 - 3           | Bradford City     | 1 - 3         | 0 - 0          |
| Southend Utd     | 1 - 2           | Oxford Utd        | 1 - 0         | 0 - 2          |
| Torquay Utd      | 5 - 2           | Cardiff City      | 0 - 0         | 1 - 2          |
| Walsall          | 3 - 6           | Blackpool         | 2 - 3         | 1 - 3          |
| Wigan            | 2 - 1           | Crewe Alexandra   | 2 - 1         | 2 - 2 (d.t.s.) |

## Secondo turno
| Squadra 1         | Totale          | Squadra 2        | Andata         | Ritorno          |
| ----------------- | --------------- | ---------------- | -------------- | ---------------- |
|                   |                 |                  | 26 agosto 1980 | 2 settembre 1980 |
| Birmingham City   | 2 - 1           | Bristol City     | 2 - 1          | 0 - 0            |
| Bolton            | 1 - 5           | Crystal Palace   | 0 - 3          | 1 - 2            |
| Burnley           | 0 - 6           | West Ham Utd     | 0 - 2          | 0 - 4            |
| Cambridge Utd     | 4 - 1           | Wolverhampton    | 3 - 1          | 1 - 0            |
| Carlisle Utd      | 1 - 4           | Charlton         | 1 - 2          | 0 - 2            |
| Mansfield Town    | 4 - 2           | Barnsley         | 0 - 0          | 2 - 4 (d.t.s.)   |
| Middlesbrough     | 3 - 4           | Ipswich Town     | 3 - 1          | 0 - 3            |
| Newport County    | 1 - 3           | Notts County     | 1 - 1          | 0 - 2            |
| Oldham Athletic   | 3 - 3 (gfc)     | Portsmouth       | 3 - 2          | 0 - 1 (d.t.s.)   |
| Southampton       | 5 - 7           | Watford          | 4 - 0          | 1 - 7 (d.t.s.)   |
| Swansea City      | 2 - 4           | Arsenal          | 1 - 1          | 1 - 3            |
| Wimbledon FC      | 3 - 4           | Sheffield Weds   | 2 - 1          | 1 - 3            |
|                   |                 |                  | 26 agosto 1980 | 3 settembre 1980 |
| Brighton          | 7 - 3           | Tranmere         | 3 - 1          | 4 - 2            |
| Chesterfield      | 3 - 4           | Oxford Utd       | 3 - 1          | 0 - 3            |
| Everton           | 5 - 2           | Blackpool        | 3 - 0          | 2 - 2            |
| Preston N.E.      | 3 - 1           | Wigan            | 1 - 0          | 2 - 1            |
| QPR               | 0 - 0 (5-3 dcr) | Derby County     | 0 - 0          | 0 - 0 (d.t.s.)   |
| Shrewsbury Town   | 1 - 3           | Norwich City     | 1 - 1          | 0 - 2 (d.t.s.)   |
| West Bromwich     | 2 - 0           | Leicester City   | 1 - 0          | 1 - 0            |
|                   |                 |                  | 27 agosto 1980 | 2 settembre 1980 |
| Blackburn         | 6 - 7           | Gillingham       | 0 - 0          | 2 - 1 (d.t.s.)   |
| Bradford City     | 1 - 4           | Liverpool        | 1 - 0          | 0 - 4            |
| Lincoln City      | 1 - 3           | Swindon Town     | 1 - 1          | 0 - 2            |
| Manchester Utd    | 0 - 2           | Coventry City    | 0 - 1          | 0 - 1            |
| Newcastle Utd     | 3 - 3 (gfc)     | Bury             | 3 - 2          | 0 - 1 (d.t.s.)   |
| Reading           | 1 - 3           | Luton Town       | 0 - 2          | 1 - 1            |
|                   |                 |                  | 27 agosto 1980 | 3 settembre 1980 |
| Aston Villa       | 4 - 1           | Leeds Utd        | 1 - 0          | 3 - 1            |
| Cardiff City      | 2 - 1           | Chelsea          | 1 - 0          | 1 - 1            |
| Leyton Orient     | 1 - 4           | Tottenham        | 0 - 1          | 1 - 3            |
| Nottingham Forest | 4 - 1           | Peterborough Utd | 3 - 0          | 1 - 1            |
| Stockport County  | 3 - 2           | Sunderland       | 1 - 1          | 2 - 1            |
| Stoke City        | 1 - 4           | Manchester City  | 1 - 1          | 0 - 3            |
| York City         | 2 - 2 (gfc)     | Bristol Rovers   | 2 - 1          | 0 - 1 (d.t.s.)   |

## Terzo turno
| Squadra 1         | Risultato | Squadra 2         |
| ----------------- | --------- | ----------------- |
| 22 settembre 1980 |           |                   |
| Stockport County  | 1 - 3     | Arsenal           |
| 23 settembre 1980 |           |                   |
| Barnsley          | 3 - 2     | Cardiff City      |
| Birmingham City   | 1 - 0     | Blackburn         |
| Brighton          | 1 - 2     | Coventry City     |
| Bristol Rovers    | 0 - 0     | Portsmouth        |
| Bury              | 0 - 7     | Nottingham Forest |
| Cambridge Utd     | 2 - 1     | Aston Villa       |
| Charlton          | 1 - 2     | West Ham Utd      |
| Ipswich Town      | 1 - 1     | Norwich City      |
| Liverpool         | 5 - 0     | Swindon Town      |
| Luton Town        | 1 - 2     | Manchester City   |
| Notts County      | 4 - 1     | QPR               |
| Preston N.E.      | 1 - 0     | Oxford Utd        |
| Sheffield Weds    | 1 - 2     | Watford           |
| 24 settembre 1980 |           |                   |
| Everton           | 1 - 2     | West Bromwich     |
| Tottenham         | 0 - 0     | Crystal Palace    |

### Replay
| Squadra 1         | Risultato      | Squadra 2      |
| ----------------- | -------------- | -------------- |
| 30 settembre 1980 |                |                |
| Crystal Palace    | 1 - 3 (d.t.s.) | Tottenham      |
| Portsmouth        | 2 - 0          | Bristol Rovers |
| 8 ottobre 1980    |                |                |
| Norwich City      | 1 - 3          | Ipswich Town   |

## Quarto turno
| Squadra 1       | Risultato | Squadra 2         |
| --------------- | --------- | ----------------- |
| 28 ottobre 1980 |           |                   |
| Birmingham City | 2 - 1     | Ipswich Town      |
| Coventry City   | 1 - 1     | Cambridge Utd     |
| Liverpool       | 4 - 1     | Portsmouth        |
| Watford         | 4 - 1     | Nottingham Forest |
| West Ham Utd    | 2 - 1     | Barnsley          |
| 29 ottobre 1980 |           |                   |
| Manchester City | 5 - 1     | Notts County      |
| West Bromwich   | 0 - 0     | Preston N.E.      |
| 4 novembre 1980 |           |                   |
| Tottenham       | 1 - 0     | Arsenal           |

### Replay
| Squadra 1       | Risultato      | Squadra 2     |
| --------------- | -------------- | ------------- |
| 4 novembre 1980 |                |               |
| Cambridge Utd   | 0 - 1          | Coventry City |
| Preston N.E.    | 1 - 1 (d.t.s.) | West Bromwich |

### Secondo Replay
| Squadra 1        | Risultato      | Squadra 2    |
| ---------------- | -------------- | ------------ |
| 12 novembre 1980 |                |              |
| West Bromwich    | 2 - 1 (d.t.s.) | Preston N.E. |

## Quarti di finale
| Squadra 1       | Risultato | Squadra 2       |
| --------------- | --------- | --------------- |
| 2 dicembre 1980 |           |                 |
| Liverpool       | 3 - 1     | Birmingham City |
| Watford         | 2 - 2     | Coventry City   |
| West Ham Utd    | 1 - 0     | Tottenham       |
| 3 dicembre 1980 |           |                 |
| Manchester City | 2 - 1     | West Bromwich   |

### Replay
| Squadra 1       | Risultato | Squadra 2 |
| --------------- | --------- | --------- |
| 9 dicembre 1980 |           |           |
| Coventry City   | 5 - 0     | Watford   |

## Semifinali
| Squadra 1       | Totale | Squadra 2    | Andata          | Ritorno          |
| --------------- | ------ | ------------ | --------------- | ---------------- |
|                 |        |              | 14 gennaio 1981 | 10 febbraio 1981 |
| Coventry City   | 3 - 4  | West Ham Utd | 3 - 2           | 0 - 2            |
| Manchester City | 1 - 2  | Liverpool    | 0 - 1           | 1 - 1            |

## Finale
| Arbitro: | Clive Thomas |

|              |           |              |
| Kennedy 118’ | Marcatori | 120’ Stewart |

| LIVERPOOL       |                 |  |          |
|                 |                 |  |          |
| 1               | Ray Clemence    |  |          |
| 2               | Phil Neal       |  |          |
| 3               | Alan Kennedy    |  |          |
| 4               | Colin Irwin     |  |          |
| 5               | Ray Kennedy (C) |  |          |
| 6               | Alan Hansen     |  |          |
| 7               | Kenny Dalglish  |  |          |
| 8               | Sammy Lee       |  |          |
| 9               | Steve Heighway  |  | Uscita   |
| 10              | Terry McDermott |  |          |
| 11              | Graeme Souness  |  |          |
| A disposizione: |                 |  |          |
| 12              | Jimmy Case      |  | Ingresso |
| Manager:        |                 |  |          |
| Bob Paisley     |                 |  |          |

| WEST HAM UNITED |                    |  |          |
|                 |                    |  |          |
| 1               | Phil Parkes        |  |          |
| 2               | Ray Stewart        |  |          |
| 3               | Frank Lampard, Sr. |  |          |
| 4               | Billy Bonds (C)    |  |          |
| 5               | Alvin Martin       |  |          |
| 6               | Alan Devonshire    |  |          |
| 7               | Jimmy Neighbour    |  |          |
| 8               | Paul Goddard       |  | Uscita   |
| 9               | David Cross        |  |          |
| 10              | Trevor Brooking    |  |          |
| 11              | Geoff Pike         |  |          |
| A disposizione: |                    |  |          |
| 12              | Stuart Pearson     |  | Ingresso |
| Manager:        |                    |  |          |
| John Lyall      |                    |  |          |

### Replay
| Arbitro: | Clive Thomas |

|                         |           |            |
| Dalglish 25’ Hansen 28’ | Marcatori | 5’ Goddard |

| LIVERPOOL       |                   |
|                 |                   |
| 1               | Ray Clemence      |
| 2               | Phil Neal         |
| 3               | Alan Kennedy      |
| 4               | Phil Thompson (C) |
| 5               | Ray Kennedy       |
| 6               | Alan Hansen       |
| 7               | Kenny Dalglish    |
| 8               | Sammy Lee         |
| 9               | Ian Rush          |
| 10              | Terry McDermott   |
| 11              | Jimmy Case        |
| A disposizione: |                   |
| 12              | Colin Irwin       |
| Manager:        |                   |
| Bob Paisley     |                   |

| WEST HAM UNITED |                    |
|                 |                    |
| 1               | Phil Parkes        |
| 2               | Ray Stewart        |
| 3               | Frank Lampard, Sr. |
| 4               | Billy Bonds (C)    |
| 5               | Alvin Martin       |
| 6               | Alan Devonshire    |
| 7               | Jimmy Neighbour    |
| 8               | Paul Goddard       |
| 9               | David Cross        |
| 10              | Trevor Brooking    |
| 11              | Geoff Pike         |
| A disposizione: |                    |
| 12              | Stuart Pearson     |
| Manager:        |                    |
| John Lyall      |                    |